# Chadderton

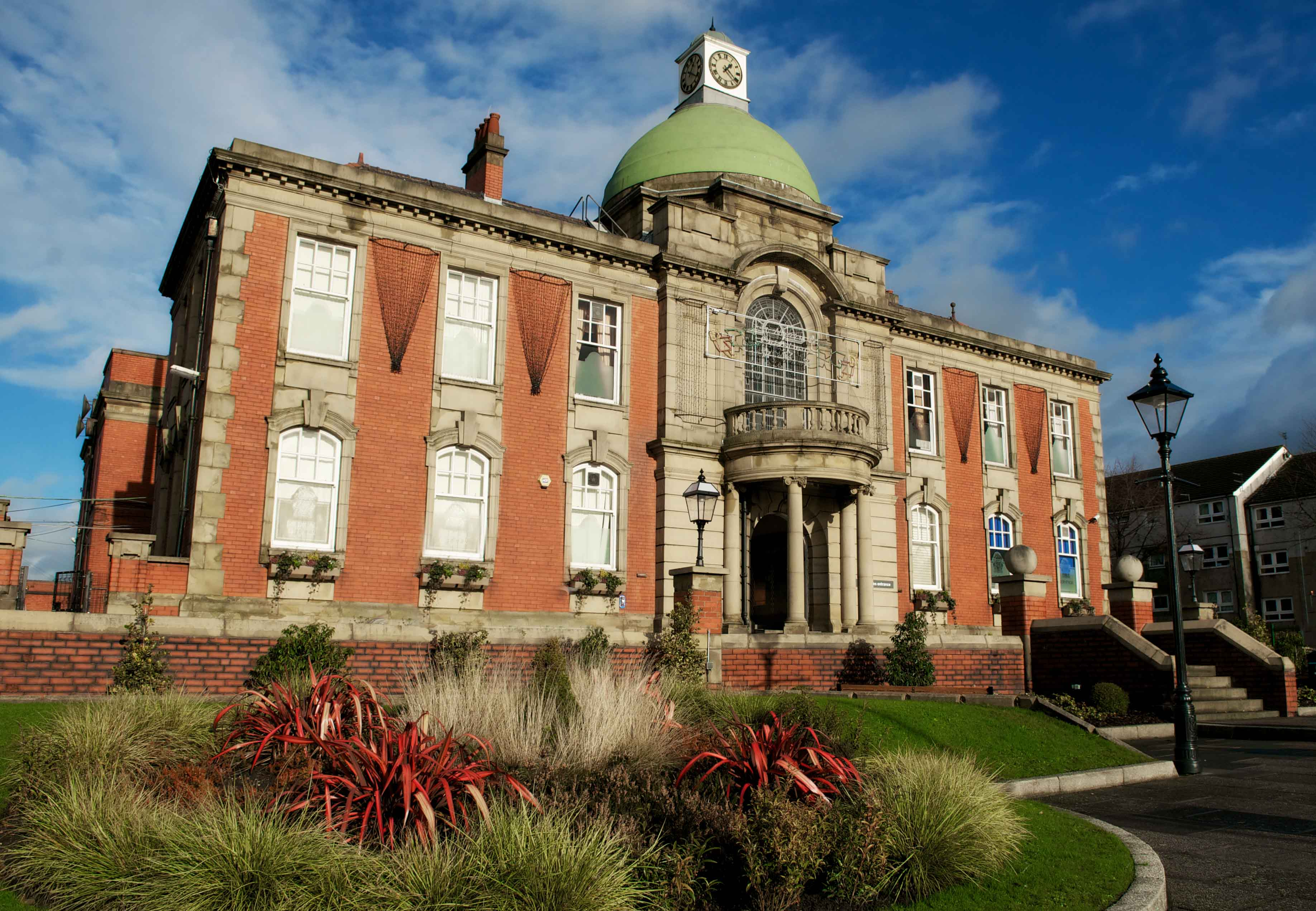
Mairie de Chadderton

Chadderton est une ville du district métropolitain de Oldham dans le Grand Manchester, en Angleterre.

## Personnalités
- David Platt, footballeur anglais
- Suranne Jones, actrice anglaise